# خسفین
خسفین (به لاتین: Haspin) یک موشاو در اسرائیل است که در شمال واقع شده‌است.